# MON (astronautique)
Pour les articles homonymes, voir MON.
En astronautique, l'acronyme MON signifie Mixed oxides of nitrogen et désigne les mélanges de deux oxydes d'azote utilisés comme comburant dans les propergols liquides azotés :
- le peroxyde d'azote N2O4, généralement désigné par le sigle NTO (pour nitrogen tetroxide) ;
- le monoxyde d'azote NO, jusqu'à 40 % en masse.

Un mélange massique de x % de NO (avec 100−x % de NTO) est appelé « MON-x » ; les Américains utilisent généralement du MON-3, tandis que les Européens semblent préférer le MON-1,3.